# دالي ستيفنسون (منافس ألعاب قوى)
دالي ستيفنسون (بالإنجليزية: Dale Stevenson) هو منافس ألعاب قوى أسترالي، ولد في 1988 في وونذاغي في أستراليا.

## وصلات خارجية
- دالي ستيفنسون على موقع الاتحاد الدولي لألعاب القوى (الإنجليزية)
- دالي ستيفنسون على موقع النتائج التاريخية لألعاب القوى الأسترالية (الإنجليزية)
- دالي ستيفنسون على موقع أوليمبيديا (الإنجليزية)
- دالي ستيفنسون على موقع اللجنة الأولمبية الأسترالية (الإنجليزية)
- دالي ستيفنسون على موقع اتحاد ألعاب الكومنولث (مؤرشف) (الإنجليزية)